# Pedro Iturriaga
Pedro María Iturriaga Zalbidea, (Algorta, Guecho, Vizcaya, 7 de abril de 1939 - Bilbao, 6 de marzo de 2006); fue un futbolista español. Se desempeñaba en posición de centrocampista. Debutó en Primera División, siendo jugador del Athletic Club, el 11 de septiembre de 1960 en un partido ante el FC Barcelona, en el que los bilbaínos perdieron 0-2.

## Clubes
| Club                        | País   | Año       |
| --------------------------- | ------ | --------- |
| Club Deportivo Getxo        | España |           |
| Club Deportivo Basconia     | España | 1959-1960 |
| Athletic Club               | España | 1960-1965 |
| Calvo Sotelo Club de Fútbol | España | 1965-1969 |